# Xian de Tongren
Pour les articles homonymes, voir Tongren (homonymie).
Le xian de Tongren (同仁县 ; pinyin : Tóngrén Xiàn; tibétain : ཐུང་རིན་རྫོང་།, Wylie : reb gong), aussi appelé Rebkong ou Repkong, est un district administratif de la province du Qinghai en Chine. Il est placé sous la juridiction de la préfecture autonome tibétaine de Huangnan.

## Divisions administratives
Le district (xian) de Tongren est composé de trois bourgs et huit cantons :
- bourg de Rongwo (tibétain : རོང་བོ, Wylie : rong bo / chinois : Longwu 隆务镇),
- bourg de Bao’an (tibétain : ཐོ་ཀྱཱ་གྲོང་རྡལ / chinois : Bao'an 保安镇),
- bourg de Dowa (tibétain : མདོ་བ་ / chinois : 多哇镇, pinyin : Duowa),
- canton de Loinqê (tibétain : བློན་ཆེ་ / chinois : 兰采乡, pinyin : Lancai),
- canton de Xopongxi (tibétain : ཞོ་འཕོངས་གཤིས་ / chinois : 双朋西乡, pinyin : Shuangpengxi),
- canton de Zainmo (tibétain : བཙན་མོ། / chinois : 扎毛乡, pinyin : Zhamao),
- canton de Hornag (tibétain : ཧོར་ནག་ / chinois : 黄乃亥乡, pinyin : Huangnaigai),
- canton de Qukog (tibétain : ཆུ་ཁོག་ / chinois : 曲库乎乡, pinyin : Qukuhu),
- canton de Nyentok / Nyaintog (tibétain : གཉན་ཐོག་ / chinois : 年都乎乡, pinyin : Nianduhu),
- canton de Garzê (tibétain : མགར་རྩེ་ / chinois : 瓜什则乡, pinyin : Guashize),
- canton de Gyaiwo (tibétain : རྒྱ་བོ་ / chinois : 加吾乡, pinyin : Jiawu).

## Population

### Démographie
La population du district était de 73 896 habitants en 1999.
Comme dans beaucoup de régions en lisière de l'aire culturelle tibétaine et de l'aire culturelle chinoise, différents groupes ethniques y coexistent.
Selon le recensement de 2011, il y avait dans le district : 65 135 Tibétains, 7597 Han, 10308 Monguors, 3631 Hui, 1552 Salar, 451 Bonan et 162 Mongols.

### Langues
Outre la lingua franca qu'est devenue le mandarin, les Tibétains du xian de Tongren parlent le tibétain de l'Amdo.
En termes linguistiques, on note la présence du mandarin Wutun, une version fortement tibétanisée du mandarin du nord-ouest et de la langue langue de Bonan. Il est parlé par environ 4000 locuteurs dans une localité rurale (Wutun, chinois: 五屯) du bourg de Rongwo.

## Histoire
Le site de Repkong fut d’abord une région de paturage de l’ethnie Qiang avant de devenir un site de Tuntian pendant la période des Han orientaux. Par la suite, la région fut contrôlée par le royaume de Tuyuhun avant d’être envahie par l’empire tibétain à partir de 634, sous le régne de Songtsen Gampo.
La région fut par la suite donnée en dot au Tibet lors du mariage de la princesse Jincheng au roi du Tibet Tridé Tsuktsen. Une ville forteresse fut construite pendant la période équivalent à la dynastie Tang et se développa pendant la dynastie Song.

### Origines mythologiques du peuplement tibétain
Les origines du peuplement tibétain majoritairement tibétain de la région font l’objet de plusieurs récits mythologiques, comme étant notamment le fruit des amours adultérins de la princesse Wencheng. Le mythe le plus établi est toutefois le fruit d’une mission de 300 hommes conduite par Lhajé Draknawa sous les ordres de Drogön Chögyal Phagpa, (1235-1280), 5ème chef de l’école sakyapa du bouddhisme tibétain.

### Système du Nangso
La présence et le gouvernement par Drogön Chögyal Phagpa est toutefois attestée par des sources historiques. De cette époque date l’apparation du système dit du Nangso (terme pouvant être traduit par secrétaire chargé des affaires intérieures) dans la région. La cour du Nangso était située à Rongwo (隆務囊索) et fut construite et occupée en premier par le Nangso Dodebum,.
Le nangso de Repkong était chargé de l’administration générale et du trésor. Il était assisté par un conseil de douze ministres. Le caractère héridtaire a fluctué dans le temps mais a été réaffirmé à Repkong au début du XVIIIe siècle. Pour renforcer leur prestige, les nangso pouvaient quérir des titres (comme celui de Daguoshi (chinois : 大國師) ou de seigneur) à la cour de l'empereur en Chine. Ce faisant, ils intégrèrent le système de Tusi. Cependant, ils allèrent aussi au Tibet central en quête de titres. Cette diplomatie permit de maintenir l’autonomie de la région alors en marge des deux aires culturelles.
Parallèlement au système de Nangso, le pouvoir fut doublé d’une relation de patronage avec le monastère de Rongwo.

### Gouvernement conjoint
Au début du XVIIe siècle, le pouvoir des Nangso s’affaiblit progressivement. Emerga alors un pouvoir spirituel incarné par le lignage de réincarnation (tulku) des Rongwo Drubchen (chinois : 夏日倉活佛)
Shar Kelden Gyatso, né en 1606 à Repkong devint le premier lama du lignage. Il ancra le monastère de Rongwo dans la tradition Gelugpa en 1630. Le monastère était depuis sa fondation en 1342, de tradition Sakyapa.  La domination des Mongols Qoshot sur la région participa aussi à l’ascendance de l’école Gelugpa. Par sa suite, la région fut gérée par un gouvernement conjoint entre le lignage de réincarnation de Rongwo Drubchen, et l’institution civile du Nangso  jusqu’en 1949,.

### Villages fortifiés
D’autres sources mettent en avant la préeminence de la force militaire de quatre villages fortifiés (chinois : 四寨 , 计吴李脱四寨) habités par des fermiers militaires (système du Tuntian) aux horizons ethniques (monguor, Bonan) et religieux variés dans la vallée de Repkong. Ce système s'affermit dès la campagne des armées Ming en 1370 dans le nord-est de l’Amdo et perdura jusqu'en 1729 date de la prise de contrôle par les mandchous de la vallée. Ces quatre vilages fortifiés faisaient partie d’une liaison militaire entre Linxia et Guide.

### Ere mandchoue
Le pouvoir mandchou se consolida progressivement dans la vallée au XVIIe et au XVIIIe siècle. La sixième réincarnation du Rongwo Drubchen fit construire la "vieille rue" commerçante pour accueillir des marchands Hans et Huis. De cette époque date la construction du temple chinois d'Erlang (chinois : 二郎廟) en 1863 et de la mosquée. Cette dernière fut édifiée en 1862, reconstruite et agrandie en 1867, 1911 et 1941[réf. nécessaire]. De même, un poste de garnison est maintenu pendant le XIXe siècle et un mur d'enceinte fut construit.

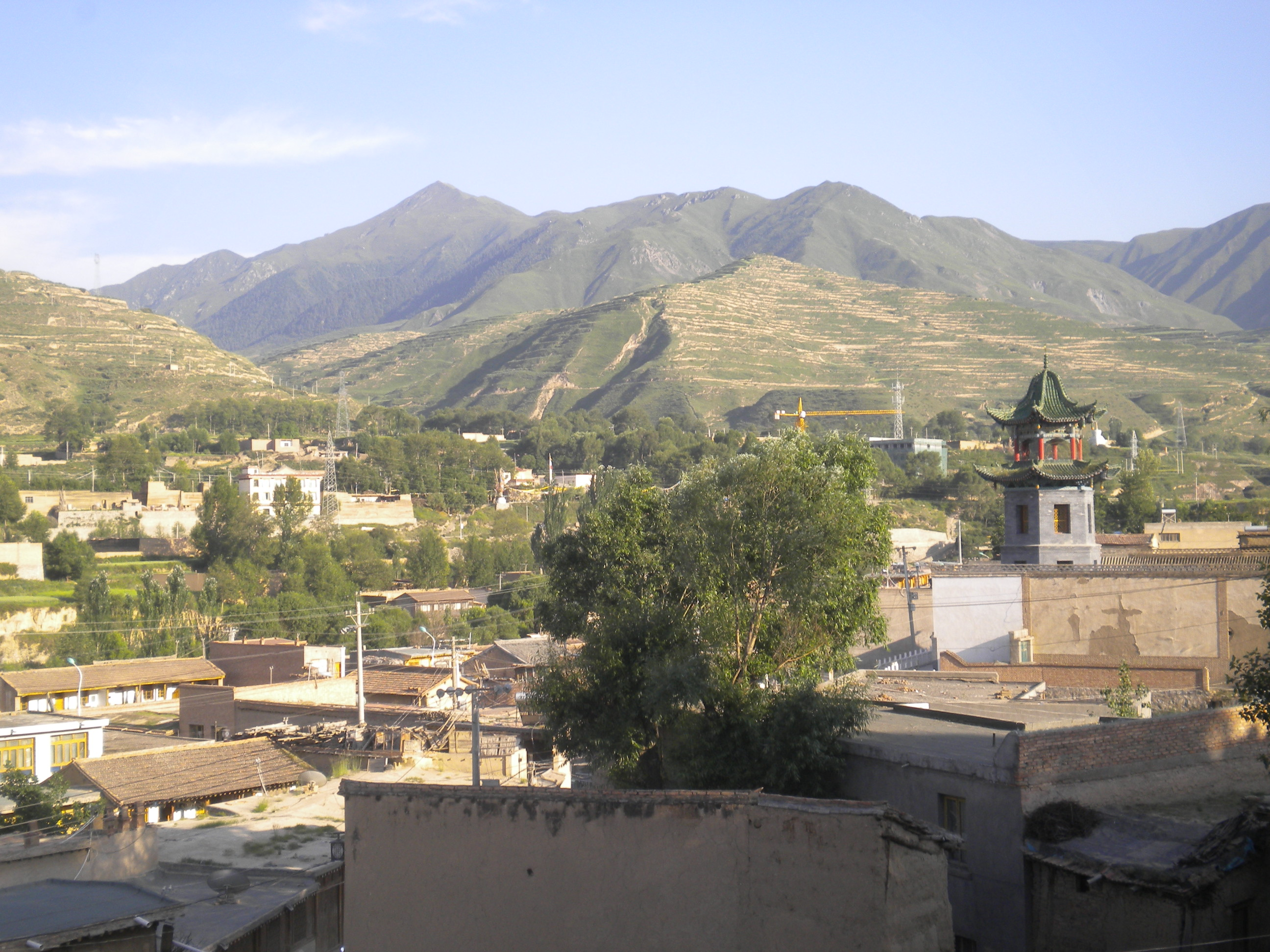
View of Repkong old town and Repkong mosque minaret

### Époque contemporaine
En mars 2012, à Rebkong, dans le comté de Tongren, les collégiens ont manifesté quand ils ont découvert que les manuels scolaires étaient uniquement en chinois.

## Culture
La région est renommée pour sa production artistique, en particulier de thangka, peintures sur toile tibétaines. Interdite pendant la révolution culturelle, la peinture des thangka a connu un renouveau, encouragée par le gouvernement local à partir de 1986. Le gouvernement local a beaucoup investi dans cette politique culturelle. Il a mis en place un village d'artistes et organisé un festival du thangka. Ce faisant, la pratique de la peinture a ainsi évolué. Plus commerciale, elle s'est aussi ouverte à des femmes peintres. Les arts Regong ont été inscrits en 2009 sur la liste représentative du patrimoine culturel immatériel de l’humanité.

## Religions
Le bouddhisme tibétain est majoritairement présent dans la région, les traditions gelugpa, nyingmapa et bön coexistent à Repkong. Le monastère de Rong Bo, abrite encore 500 moines. Antérieur au bouddhisme dans la région, le culte des divinités locales se maintient notamment avec l’organisation annuelle du festival du Lürol (klu rol or glu rol) dédié au dieu locaux,.
Les Monguor (ethnie Tu) du village de Nyentok pratiquent également en hiver un rituel de danse totémique dédié au tigre.
Le monastère de Rongwo (Longwu), abritant encore 500 moines, est situé dans le district de Rebkong. Nombre de ses moines furent arrêtés dans les suites des troubles au Tibet en mars 2008,.